# Mojmir I al Moraviei
Mojmir I, de asemenea Moimir I și Moymir I (în slovacă și cehă Mojmír I., în latină Moimarus, Moymarus; n. 795 d.Hr., Moravia, Țările Coroanei Boeme, Sfântul Imperiu Roman – d. 846 d.Hr.), fondator al dinastiei Mojmir, a fost primul conducător al moravilor menționat istoric (în latină Dux Maravorum) începând din anii 830 până cel târziu în anul 846.
Nu se cunosc detalii despre cârmuirea lui Mojmir I. Istoricii îi atribuie unificarea teritoriilor populate de slavii moravi în ceea ce s-a numit „Moravia Mare”. Această unificare a avut loc până cel târziu în anul 833. Există încă discuții asupra acceptării creștinismului de către Mojmir I și al rolului său în creștinarea Moraviei. Istoricii care îl consideră pe Mojmir un conducător creștin, îi atribuie botezarea tuturor moravilor episcopului Reginhar de Passau, bazându-se pe o sursă din anul 831. Mojmir I a fost înlocuit în anul 846 de nepotul său, Rastislav, prin intervenția regelui Franciei Răsăritene, Ludovic Germanul.

## Originea
Nu există dovezi sigure despre originea lui Mojmir I. Dinastia Mojmir poartă numele lui, deși nu este sigur că el a fost primul ei conducător. După cronicarul Tomáš Pešina (1629 – 1680), Mojmirii erau descendenți direcți ai conducătorului slavilor Samo (623 – 658). Conform lui Pešina, Mojmir I era fiul unui principe morav cu același nume, Mojmir, care ar fi fost botezat între anii 804 și 806 de Urolf, episcopul de Passau și ar fi condus moravii între anii 811 și 820. Acest Mojmir, neatestat istoric, ar fi avut trei fii: Ljudevit, Boso și Mojmir I, succesorul său. Se consideră că domnia lui Mojmir I a durat între anii 820 și 842.
Potrivit unei alte teorii, Vojnomir – un margraf slav din secolul al VIII-lea aflat în slujba lui Eric de Friuli – a fost predecesorul lui Mojmir. Potrivit unor cercetători, numele Mojmir (sau Moimar, Moymar) indică o origine alanică a dinastiei sau a moravilor în general. Cu toate acestea, asemenea ipoteze există și cu privire la anți, ruși, croați și sârbi.

## Principe al Moraviei

### Politica

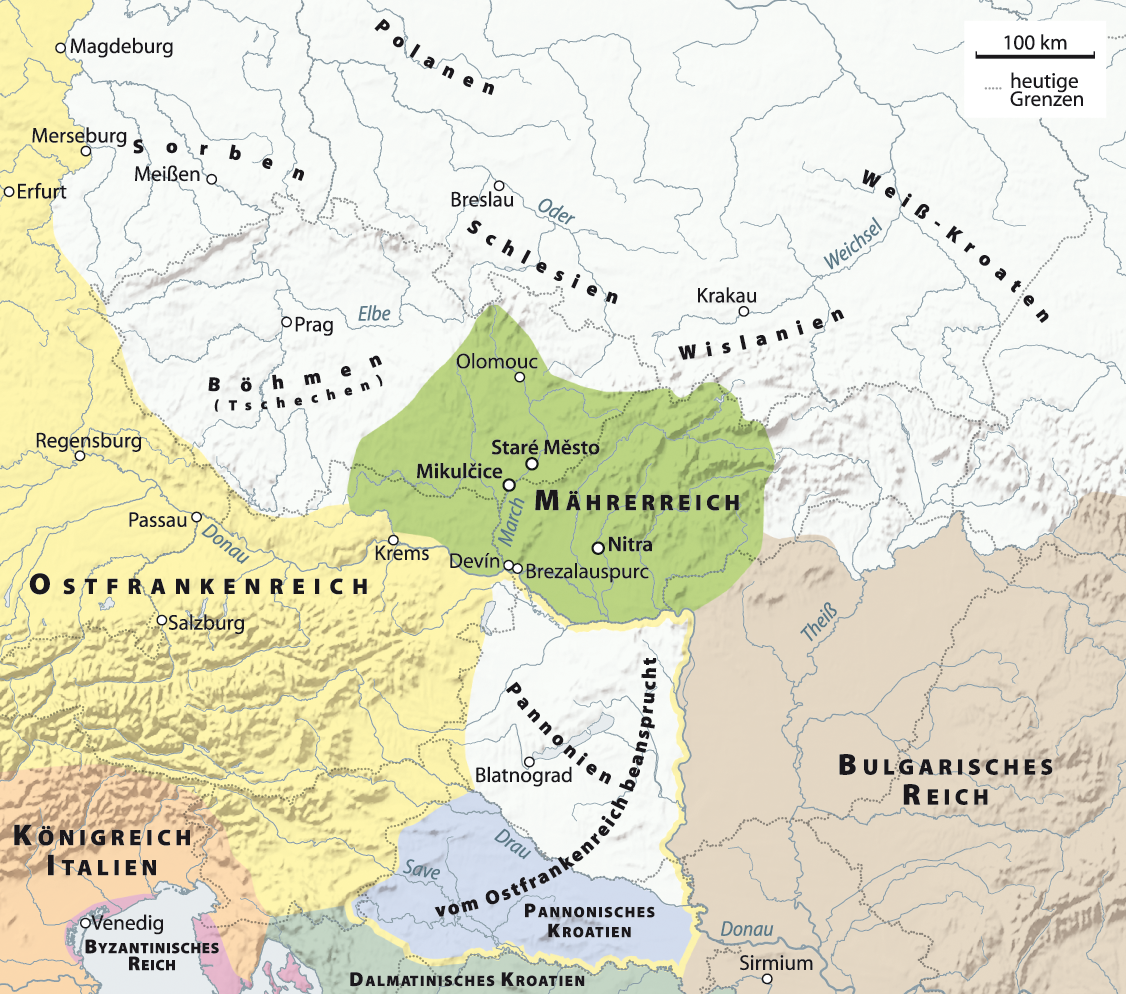
Granițele Moraviei în timpul lui Mojmir I (cu aproximație)

Mojmir I a devenit conducător al Moraviei în anii 820 sau cel târziu în jurul anului 830 sub obligația de a plăti tribut imperiului franc. Începuturile formării imperiului morav rămân neclare, dar este izbitor faptul că – spre deosebire de Boemia și Polonia – în Moravia în secolul al IX-lea, când a fost fondat imperiul, vechile triburi dispăruseră deja. Astfel, centralizarea statală trebuie să fi început aici mai devreme decât în țările vecine.
Moravii sunt menționați pentru prima dată în sursele scrise în anul 822. Cronica Annales regni Francorum îi enumeră în acel an printre popoarele slave care au plătit tribut împăratului francilor Ludovic cel Pios. Este posibil ca solii moravilor să fi adus tributul datorat împăraților carolingieni deja în anii 811 la Aachen și 815 la Paderborn. Deoarece teritoriul moravilor nu era încă menționat în anul 817 ca parte a regatului lui Ludovic Germanul, probabil că moravii recunoscuseră obligația de a plăti tribut Imperiului Franc abia între anii 817 și 822. De atunci, francii au considerat Moravia ca principat tributar, dependent de imperiul lor. Cu toate acestea, francii au respectat puterea vecinului său al cărui teritoriu a fost numit „Imperiul Moravilor” (în latină regnum Maravorum).

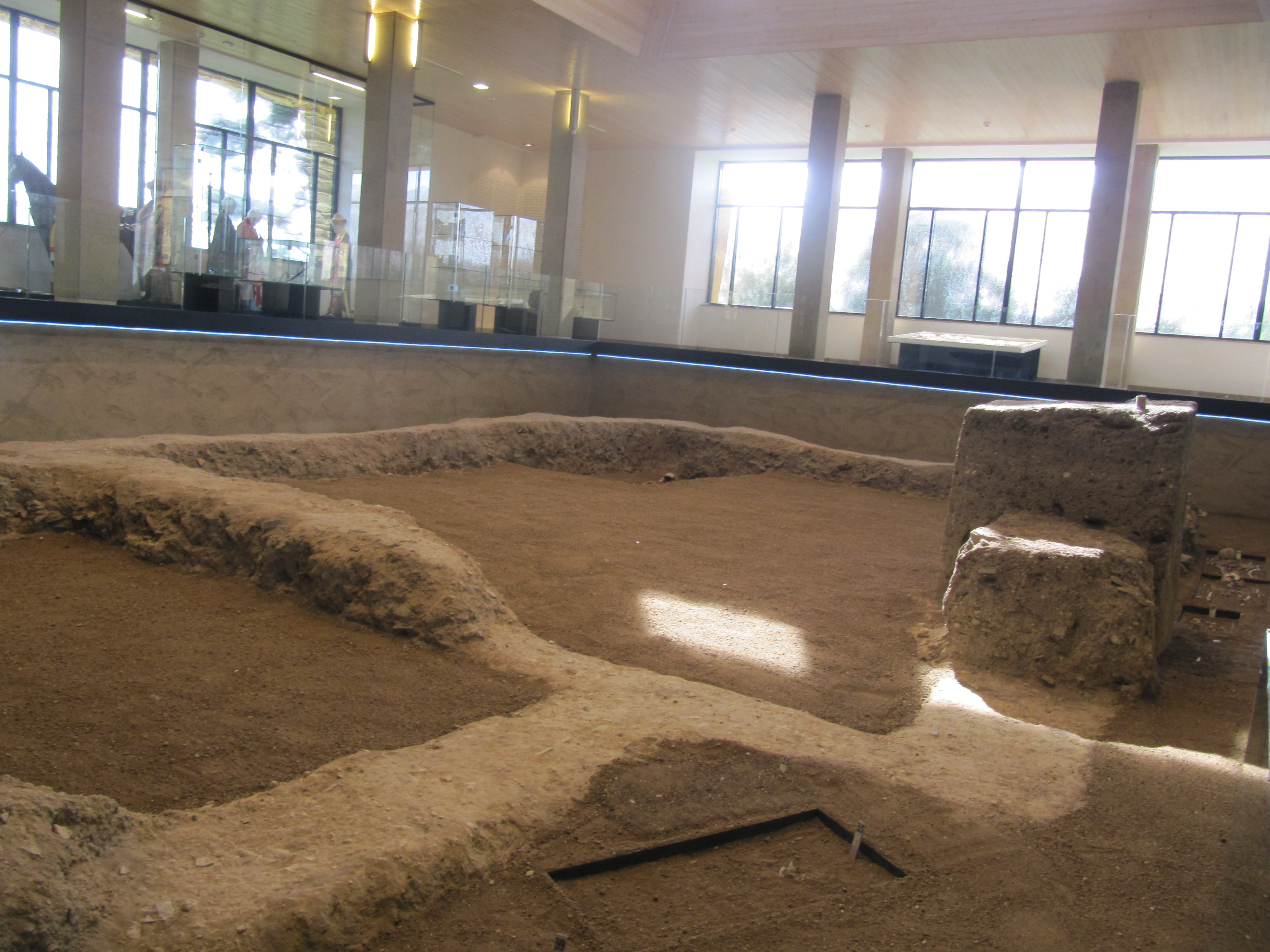
Fragmente al unei așezări morave datând din secolul al IX-lea (în orașul Staré Město de astăzi)

Rutele comerciale lungi care străbăteau țara și prosperitatea adusă de comerțul la distanță au favorizat extinderea rapidă a puterii principelui morav. Sursele istorice arată că nobilimea moravă se bucura de o bunăstare considerabilă și menținea un stil de viață aristocratic care nu se deosebea de cel al francilor.

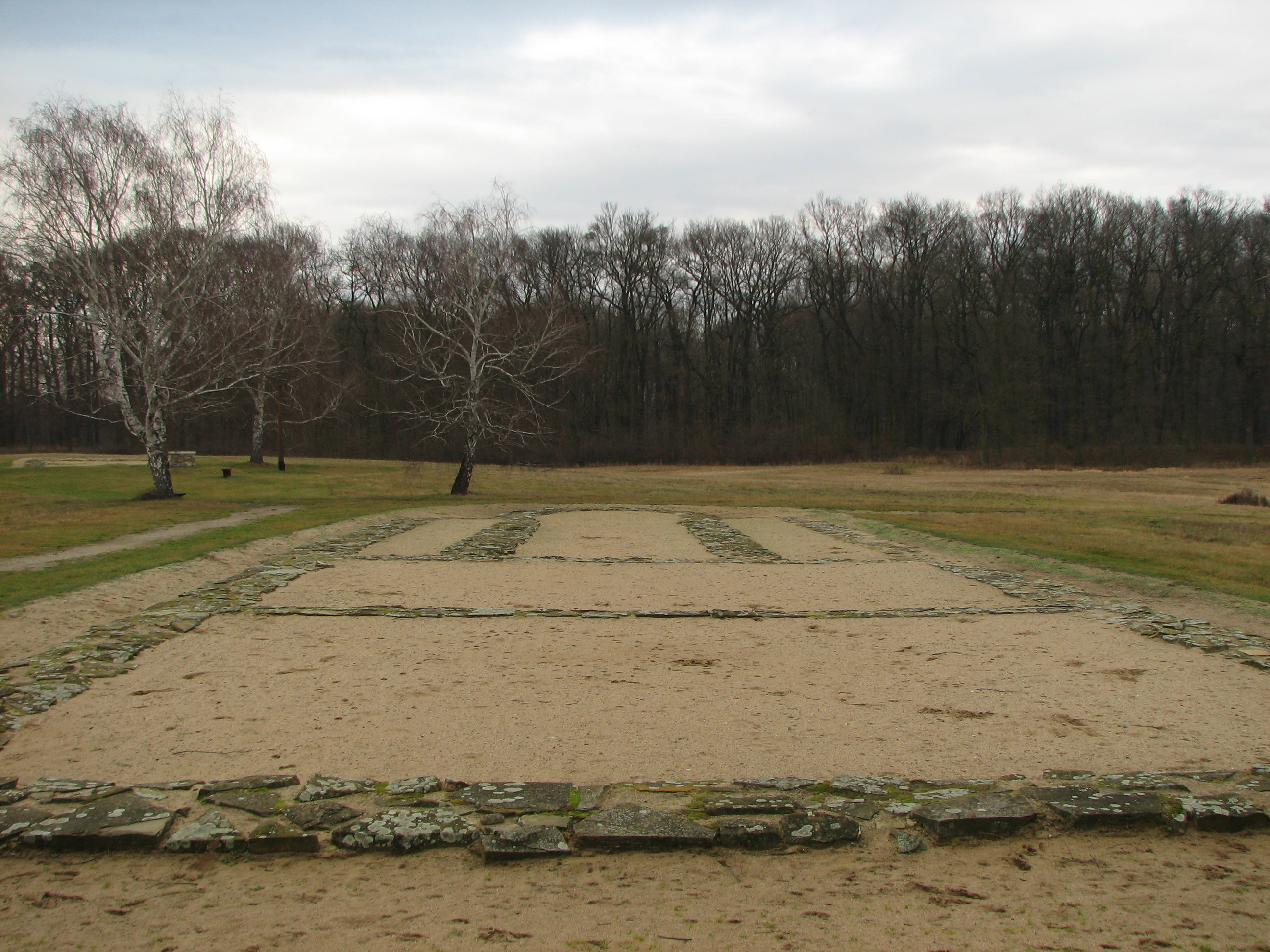
Temelia unei biserici morave din secolul al IX-lea (Muzeul arheologic Mikulčice Valy)

În jurul anului 833 Mojmir I l-a alungat pe domnitorul rival Pribina din Moravia. Acesta construise deja o biserică în orașul Nitra (Nitrava) care a fost sfințită de Adalram, arhiepiscopul de Salzburg. Faptul a fost legat de revendicarea de către Dioceza de Salzburg a teritoriului Nitrei ca zonă a misionarilor. Poziția exactă a lui Pribina este controversată în rândul istoricilor. Unii îl descriu ca fiind conducătorul unui principat independent, Nitra, în timp ce alții îl consideră un guvernator al lui Mojmir I și posibil membru al dinastiei Mojmir. Dacă Pribina era principele unei entități politice separate, cu centrul în Nitra, regatul Moraviei, numit Moravia Mare, a fost creat cel târziu odată cu exilarea acestuia și unificarea ambelor principate sub conducerea lui Mojmir I. După exilare, Pribina a fost botezat în localitatea Traismauer și a primit ulterior propriul său principat în regiunea Panonia Inferioară de la regele Ludovic Germanul, principat care urma să servească ca bastion de apărare împotriva moravilor și bulgarilor.
Granițele statului morav sub Mojmir I nu sunt exact cunoscute. Înregistrările insuficiente și dificultatea de a identifica poziționarea exactă fac dificilă definirea zonei sale de putere, dar probabil aceasta se întindea până pe Colinele Ceho-Morave la vest, până la Dunăre la sud și cel puțin până la valea inferioară a râului Vah la est. Centrele de putere erau situate de-a lungul râului Morava, probabil orașele Mikulčice și Staré Město din Moravia de astăzi, și în anii 830 orașul Nitra din Slovacia de astăzi. În rândul istoricilor există rar opinia că regatul morav s-ar fi situat la sud de Dunăre, pe râul Velika Morava în Serbia sau chiar în partea de vest a României.
Înregistrările din Bayerischer Geograph referitoare la moravi descriu probabil situația acestei populații între anii 817 și 843, populație ce deținea 11 civitates (castele sau orașe). Săpăturile arheologice oferă dovezi ale unui nivel ridicat al densității populației.

### Creștinarea
Regiunea Moravia a devenit o zonă de misionariat din dieceza Passau în anul 796, primele biserici fiind construite aici în jurul anului 800. În timpul lui Mojmir I, Moravia se afla într-o perioadă de tranziție. Deși rezistența la adoptarea creștinismului a fost probabil mare, ca și în alte zone, nu există dovezi arheologice ale unei revolte păgâne în Moravia. Prin urmare, este posibil să fi existat o toleranță reciprocă temporară între noul și vechiul cult. Practicile păgâne par a fi fost tolerate în timpul lui Mojmir I deoarece există dovezi că un lăcaș de cult din complexul castelului de la Mikulčice, existent până la mijlocul secolului al IX-lea, a fost folosit în paralel cu bisericile creștine. Abia în anul 852 Sinodul de la Mainz a acordat moravilor din imperiu, statutul de „creștinism brut”.
Botezul lui Mojmir și rolul său în creștinarea slavilor moravi sunt controversate în rândul istoricilor. În timp ce cercetătorii germani și austrieci sunt relativ sceptici și îl descriu pe Mojmir fie ca fiind un reprezentant al „unui clan încă păgân” sau care „poate se botezase el însuși”, istoricii slovaci, cehi și americani îl consideră creștin. Pe baza izvoarelor arheologice, istoricul Alexis P. Vlasto datează botezul lui Mojmir în perioada dintre anii 818 și 825, însă cel mai des menționat este anul 831. În acest an, ecleziastul Albert Behaim menționează în lucrarea sa din secolul al XIII-lea „Istoria episcopilor de Passau și a ducilor bavarezi”, că Reginhar, episcopul de Passau, i-a botezat pe „toți moravii”. Referitor la faptul că, cel mai probabil, Albert Behaim a preluat informația dintr-o sursă sigură și că ea corespunde situației din Moravia de la începutul anilor 830, știrea este considerată de încredere de istoricii slovaci și cehi, în ciuda atestării sale târzii. Botezul menționat „al tuturor moravilor” din anul 831 poate să fi fost ori un botez al lui Mojmir I, al familiei sale și al apropiaților săi, ori un botez al întregii populații morave, dacă Mojmir era la acel moment deja botezat. În cazul botezului în masă, Moravia era atunci pe cale să devină un „stat creștin” din moment ce Mojmir I a impus botezul în masă în calitate de principe al unui stat în evoluție.

### Sfârșitul cârmuirii și succesiunea
Circumstanțele exacte ale sfârșitului domniei lui Mojmir I sunt disputate. Cronica Annales Fuldenses pentru anul 846 menționează:
„[Ludovic Germanul] a întreprins o campanie militară pe la jumătatea lunii august împotriva slavilor moravi, care încercau să se răzvrătească. După ce a pus ordine și a aranjat lucrurile după voia sa, l-a numit dux pe nepotul lui Moimar, Rastiz. De aici s-a întors acasă prin Boemia, suferind datorită marilor dificultăți și a grelelor pierderi de război.” (Cronica Annale Fuldenses, anul 846)
Datorită formulării foarte generale, este relativ dificil să se tragă o concluzie sigură cu privire la circumstanțele intervenției lui Ludovic Germanul în Moravia. Astfel, istoricii atribuie invazia francilor în Moravia fie unei rebele politici de independență a lui Mojmir I – poate refuzul de a plăti tribut – care a dus la destituirea lui de către Ludovic sau la moartea lui Mojmir, care a generat dispute locale privind succesiunea și l-a determinat pe Ludovic să intervină. Este posibil, totuși, ca invazia francilor să fi fost doar o parte a ofensivei sistematice a lui Ludovic împotriva tuturor triburilor slave de-a lungul graniței de est, desfășurată începând din anul 845, pentru a consolida dependența acestora de Francia Răsăriteană nou înființată în anul 843. Sistemul de dependență al vasalilor tributari creat la granița estică a imperiului în timpul lui Carol cel Mare pare să se fi prăbușit de la criza internă a francilor din anii 830.

## Concluzii
Istoricul ceh Dušan Třeštík îl consideră pe Mojmir drept un „mare principe” și un „conducător autocrat”, care a reușit să stabilească creștinismul ca religie de stat în țara sa în anul 831 fără a declanșa o revoltă păgână. Odată cu ascensiunea sa la putere, dependența moravilor de imperiul franc, dintre anii 817 și 822, s-a încheiat efectiv, deoarece moravii acceptaseră botezul „din proprie voință” și „fără controlul imperiului”. Třeštík compară rolul lui Mojmir în botezul populației morave cu cel al Marelui Prinț Vladimir I în creștinarea Rusiei Kievene. Istoricul Wilfried Hartmann vede evenimentele din jurul destituirii lui Mojmir în anul 846 ca urmare a politicii sale externe, deoarece începuse un proces de stabilire a unei „structuri independente a puterii slave”. Istoricul Eric J. Goldberg merge mai departe și sugerează că Mojmir I, ajuns „în esență rege” la începutul anilor 830, a reprezentat o „amenințare serioasă” pentru regele Franciei Răsăritene, Ludovic Germanul, încercând să creeze un „regat slav independent”.
Istoricii germani și austrieci exprimă o viziune diferită. Jörg K. Hoensch admite că Mojmir „s-ar putea să se fi botezat el însuși” și că probabil nu a ridicat obstacole în calea răspândirii creștinismului prin misionariatul bavarez. Pentru Herwig Wolfram, Mojmir este un „reprezentant al unui clan conducător încă păgân” care a fost creștinat „cel târziu în jurul anului 850”. El numește creștinarea moravilor din anul 831 înfăptuită episcopul Reginhar de Passau, din sursa târzie menționată, drept o „invenție târzie”.
Din anii '80 ai secolului al XVIII-lea, mișcarea de renaștere națională slovacă a adoptat tradiția „Marelui Imperiu Morav” creat de Mojmir I ca bază a dezvoltării unei identități naționale. În Boemia și Moravia tradiția s-a bazat pe interesul continuu pentru această temă în lucrările istoriografice din Evul Mediu, și au folosit referirile la Moravia Mare în legătură cu formarea Regatului Boemiei. În istoriografia statului slovac (1939 – 1945), care a fost aliat cu cel de-al treilea „Reich” german, Mojmir I a fost înfățișat ca un conducător care, expulzându-l pe Pribina din Nitra, a unit „triburile slovace” într-o singură structură statală și a creat astfel „primul stat slovac”. Relația sa cu „vecinii germani” este descrisă aici ca fiind constant pozitivă. Evaluarea lui Mojmir I în Slovacia de astăzi variază foarte mult. Astfel, pe lângă caracterizarea sa drept conducător „slovac” sau „vechi slovac”, există părerea că, prin „cucerirea” principatului Nitra, Mojmir I a pus capăt statalității de scurtă durată a slovacilor sau a strămoșilor lor sub principele Pribina.
Pentru istoriografia cehă modernă, Mojmir I este deosebit de important prin faptul că Regatul Moraviei pe care l-a unificat, a fost „vecinul puternic, aliatul, conducătorul temporar și, mai presus de toate, modelul” dinastiei cehe Přemyslid și a dat impuls creării statului boem (ceh), considerat moștenitor al Regatului Moraviei.
În 1948 orașul slovac Urmín, lângă Nitra, a fost primit denumirea de „Mojmírovce” în amintirea lui Mojmir I.